# ヘンリー・リー・ギクラス
ヘンリー・リー・ギクラス（Henry Lee Giclas、1910年12月9日 – 2007年4月2日）はアメリカ合衆国の天文学者である。
アリゾナ州フラッグスタッフ出身。南カリフォルニア大学やアリゾナ大学で天文学を学び、ローウェル天文台で働いてブリンクコンパレータを活用した。ギクラスが撮影した写真は冥王星の軌道決定に貢献したほか、ギクラス自身も周期彗星84P/ギクラス彗星を初めとする多くの彗星、アポロ群の(2201) オルヤトやアモール群の(2061) アンサを含む17個の小惑星を発見した。オルヤトはオリオン座χ南流星群の母天体であると考えられている。
1979年にローウェル天文台からは公式に引退したものの、その後も関わりを維持し続けた。2007年にフラッグスタッフで没した。小惑星(1741)ギクラス、冥王星のクレーターに命名されている。